# Valkjärvi (sjö i Finland, Kymmenedalen, lat 60,62, long 27,40)
Valkjärvi är en sjö i Finland. Den ligger i kommunen Fredrikshamn i landskapet Kymmenedalen, i den södra delen av landet, 140 km öster om huvudstaden Helsingfors. Valkjärvi ligger 44 meter över havet. I omgivningarna runt Valkjärvi växer i huvudsak barrskog. Arean är 11,2 hektar och strandlinjen är 1,53 kilometer lång. Sjön  ingår i Finska vikens kustområde. 